# BBC Micro
Il BBC Micro (per esteso British Broadcasting Corporation Microcomputer System) è un home computer progettato e costruito da Acorn Computers per la British Broadcasting Corporation (BBC) a partire dal 1981, fino a essere sostituito nel 1986 dal BBC Master.
Fu lanciato nell'ambito del Computer Literacy Project (lett. "progetto per l'alfabetizzazione informatica") del Regno Unito ed ebbe un'importante diffusione come strumento educativo nelle scuole britanniche.

## Storia

### Progetto
Nei primi anni ottanta la BBC creò quello che divenne noto come il Computer Literacy Project. L'attenzione del governo sull'argomento fu attratta in particolare da un influente documentario speciale della serie Horizon, Now the Chips are Down, che stimolò il dibattito su cosa andava fatto per preparare il Regno Unito all'avvento della rivoluzione informatica e all'impatto che avrebbe avuto sulla società.
La BBC intendeva basare il suo Computer Literacy Project su un microcomputer in grado di svolgere diverse operazioni che sarebbero state descritte nella serie TV The Computer Programme (1982). La lista degli argomenti includeva programmazione, grafica, suono e musica, il Teletext, la gestione di periferiche esterne, l'intelligenza artificiale e così via. Dopo aver preso la decisione di mettere in commercio un computer col proprio marchio, la BBC mise a punto delle specifiche tecniche per farlo realizzare a una ditta specializzata.
Inizialmente la scelta del computer da utilizzare per il Computer Literacy Project cadde sul poco fortunato Grundy NewBrain, sostenuto dal Department of Trade and Industry (DTI, dipartimento del commercio e dell'industria) britannico. Nonostante il ritardo della partenza del programma dal 1981 al 1982, divenne evidente che il NewBrain non sarebbe stato pronto per tempo. La BBC valutò allora altre proposte di altri produttori, che su imposizione del DTI dovevano comunque essere britannici. In particolare la Sinclair Research propose lo ZX81, già ben noto ed economico.
La Acorn stava lavorando su un successore dell'Acorn Atom e propose questo nuovo calcolatore, anche se non era ancora pronto. Noto col nome interno di Proton, disponeva di una grafica migliore e di una più veloce CPU MOS 6512 a 2 MHz. L'Acorn Proton era l'unico modello che soddisfaceva tutte le specifiche, tranne il microprocessore, in quanto la BBC avrebbe preferito lo Zilog Z80. Gli ingegneri Acorn riuscirono a presentare alla BBC un prototipo funzionante di Proton in tempo e l'azienda riuscì ad aggiudicarsi il contratto.
La squadra Acorn artefice del computer comprendeva tra gli elementi principali Sophie Wilson (all'epoca Roger Wilson), Steve Furber e Hermann Hauser, mentre lato BBC era responsabile il produttore esecutivo John Radcliffe.
Secondo Wilson, il progetto ebbe una vera accelerata quando fu programmata un'imminente visita del personale BBC alla Acorn per visionare il Proton, ma il prototipo non esisteva ancora; si riuscì a realizzarlo in appena una settimana e impressionò significativamente gli esaminatori.
La vicenda, e in particolare la rivalità con la Sinclair per questo contratto, sono state poi raccontate nel film biografico Micro Men (2009).

### Lancio sul mercato e successo
Il BBC Microcomputer fu lanciato il 1 dicembre 1981, ma a causa di problemi tecnici di un circuito le consegne tardarono, e quando iniziarono le trasmissioni di The Computer Programme a gennaio 1982 erano state consegnate solo poche centinaia di unità.
Il Beeb, come venne presto soprannominato dai suoi utenti, inizialmente uscì in due modelli; il Model A venduto a 235£, e il Model B a 335£. Tuttavia la domanda superava di molto l'offerta, e i costi di produzione aumentati fecero presto salire i prezzi rispettivamente a 299£ e 399£. Il Model B si affermò rapidamente come il più venduto dei due, e molti possessori di Model A acquistarono poi l'opzione di aggiornamento per passare dall'A al B.
Il BBC Micro fu offerto in particolare come computer per uso didattico nelle scuole britanniche, che lo adottarono in massa, preferendolo generalmente ad alternative come ZX Spectrum e Research Machines 380Z.
Grazie al collegamento con la grande compagnia mediatica BBC, questi computer furono un considerevole successo sul mercato educativo. La vendite furono rafforzate anche grazie al Department of Education and Science, che permetteva agli enti didattici locali del Regno Unito di procurarsi BBC Micro e altri modelli a prezzi scontati. I giochi educativi Podd e Granny's Garden su BBC Micro divennero comuni in molte scuole primarie e secondarie.
Questo successo didattico fu anche un'arma a doppio taglio, perché il BBC Micro divenne percepito come qualcosa di legato ai banchi di scuola. Sebbene avesse un certo successo anche sul mercato domestico, fu largamente superato da ZX Spectrum e Commodore 64 usciti l'anno successivo e supportati da un'enorme industria del videogioco.
Il successo del BBC Micro fu ben visibile anche nei profitti della Acorn, che salirono dalle 3000£ del 1979 agli 8,6 milioni di £ di luglio 1983.
Secondo il progettista Steve Furber, la BBC prevedeva di vendere circa 12 000 esemplari grazie ai programmi televisivi correlati, ma non si sapeva ancora che l'interesse nell'informatica domestica sarebbe cresciuto fortemente all'inizio del decennio. Entro circa cinque anni furono venduti 1,5 milioni di BBC Micro.
Entro il 1983 ci fu un tentativo di vendita del computer Model B anche negli Stati Uniti, tramite una sussidiaria della Acorn stabilita a Woburn, concentrandosi esclusivamente sul mercato educativo. L'azienda messicana Datum vendette BBC Micro assemblati localmente con tastiera spagnola in Sudamerica. Tuttavia entro il 1986 la Acorn si ritirò dal mercato americano, chiuse la filiale di Woburn in forte perdita, e vendette le rimanenze alla texana Basic, sussidiaria della Datum. Questa continuò a servire il mercato ispanofono del Nord e Sudamerica.

### Altri modelli
Una versione ridotta del BBC Micro, destinato più al mercato domestico a basso costo, fu Acorn Electron (1983). A metà 1985 uscì il Model B+, dotato di 64 o 128 kB di RAM e di una versione aggiornata del microprocessore MOS 6502, il 65C12. Nel 1986 la Acorn fece seguire il BBC Master, ultimo della famiglia e in diverse varianti, che offre 128 kB di memoria e molti altri perfezionamenti che migliorarono l'originale. Infine si passò a una nuova generazione con i computer Acorn Archimedes.

## Caratteristiche

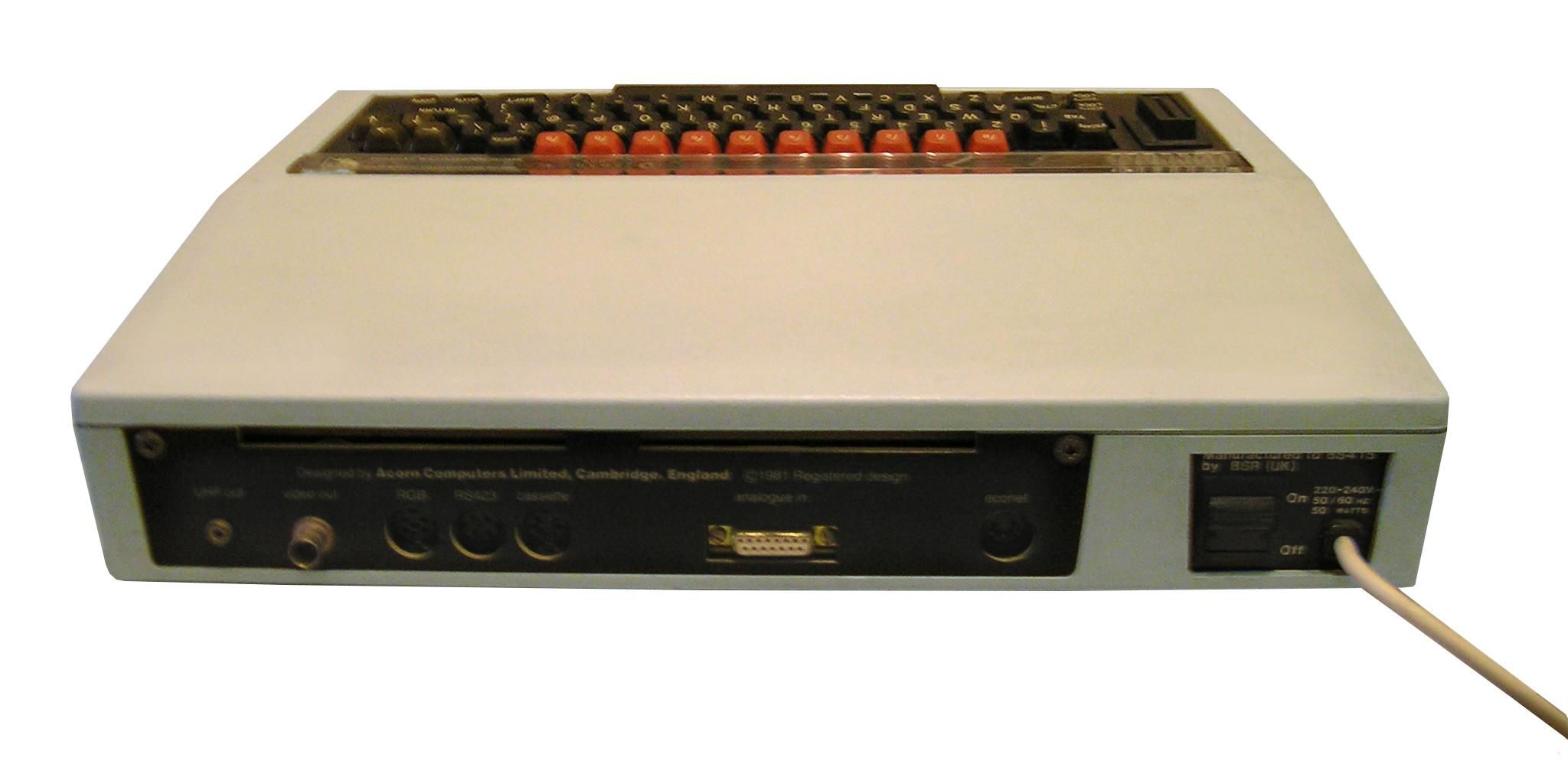
Interfacce del computer

Il Model A ha 16 kB di RAM; il Model B offre 32 kB di RAM e include varie interfacce aggiuntive di I/O: porta seriale e parallela, porta I/O a 8 bit, quattro input analogici e un connettore per espansioni che permette di connettere hardware aggiuntivo. È presente anche un'interfaccia detta Tube che permette di aggiungere un secondo processore; essa fu presto sfruttata da terze parti per vari prodotti, tra cui una scheda Z80 abbinata a un'unità a dischi che permette al BBC di eseguire programmi CP/M.
Il linguaggio di programmazione disponibile di serie sulla ROM interna è il BBC BASIC, il più sofisticato del periodo, ed era totalmente compatibile con gli scopi didattici, grazie a completezza dei comandi, velocità di esecuzione, e soprattutto supporto per la programmazione strutturata, comandi di gestione del flusso avanzati e varietà di tipi di dato.
Una grande varietà di periferiche aggiuntive ed espansioni furono disponibili, tra cui lettori di floppy disk, schede di rete Econet, sintetizzatori audio e penne ottiche.

### Specifiche
- Processore MOS Technology 6502 a 2 MHz
- 32 kB di ROM (16 kB per il MOS - Machine Operating System, 16 kB per il BBC BASIC)[8]
- 32 kB di RAM (16 kB nel model A, 64 o 128 kB nel model B+)
- Otto diverse modalità grafiche, con varie risoluzioni e numero di colori, e quindi anche varie occupazioni di memoria (vedi tabella)
- Chip audio Texas Instruments SN76489 con quattro canali audio indipendenti (tre melodici e uno di rumore)
- Tastiera QWERTY con 64 tasti, 10 tasti funzione, tasti freccia[16]
- Hardware supportato di serie:
  - ROM inseribili direttamente in uno scomparto o tramite scheda.
  - Interfaccia per mangiacassette (con controllo del motore)
  - porta parallela Centronics per stampante (solo Model B)
  - interfacce seriali (standard RS-423, di cui l'RS-232 è un sottoinsieme)
  - uscita video per TV, RGB e UHF
  - quattro ingressi analogici (utilizzabili per due joystick)
  - Interfaccia proprietaria "Tube" per espansioni CPU esterne
  - "porta utente" (solo Model B)
  - porta di espansione generica nota come "1 MHz bus"
- L'uso di unità a floppy disk richiede l'installazione di una ROM DFS (per la gestione del filesystem su disco) e una scheda controller
- Attraverso il "Tube" si può collegare una seconda CPU (come il 6502, lo Zilog Z80 per permettere l'utilizzo del CP/M, il NS32016, un ARM1, e altri)
- Tabella dei modi grafici (pixel e caratteri, risoluzione in colonne X × linee Y):[8]

| Modo | Ris. pixel | Caratteri | Colori | Memoria |
| ---- | ---------- | --------- | ------ | ------- |
| 0    | 640 × 256  | 80 × 32   | 2      | 20 kB   |
| 1    | 320 × 256  | 40 × 32   | 4      | 20 kB   |
| 2    | 160 × 256  | 20 × 32   | 16     | 20 kB   |
| 3    | -          | 80 × 25   | 2      | 16 kB   |
| 4    | 320 × 256  | 40 × 32   | 2      | 10 kB   |
| 5    | 160 × 256  | 20 × 32   | 4      | 10 kB   |
| 6    | -          | 40 × 25   | 2      | 8 kB    |
| 7    | Teletext   | 40 × 25   | 8      | 1 kB    |

- I colori i ciascuna modalità sono selezionabili da una tavolozza di 8, più gli stessi 8 in versione lampeggiante.

## Videogiochi
Nonostante i suoi obiettivi educativi, il BBC Micro fu molto utilizzato anche per il gioco.
In particolare il BBC ospitò molte buone conversioni di videogiochi arcade, spesso cloni non ufficiali; ciò era possibile grazie al processore e all'hardware grafico potenti (rispetto ai computer della sua generazione), nonostante mancasse la gestione hardware degli sprite.
Molti sono anche i giochi originali, oppure varianti peculiari di temi già noti, esclusivi del BBC Micro.
Agli inizi della vita commerciale del BBC i videogiochi furono prodotti soprattutto dalla Acornsoft e già da allora uscirono alcuni dei titoli più notevoli. Acornsoft pubblicò anche lo storico successo Elite. La Micro Power (di Leeds) fu un altro produttore molto importante, ma infine la Superior Software divenne il principale editore per il BBC Micro.
In tutto i videogiochi conosciuti, usciti commercialmente per il sistema, sono circa 1900; in gran parte sono per il BBC Model B, meno per i modelli superiori e rari per il Model A. Molti giochi per Acorn Electron possono essere eseguiti anche sul BBC Micro; quelli del tutto incompatibili sono pochi, ma la maggior parte non vengono eseguiti alla velocità giusta.
Secondo una selezione fatta dalla rivista Retro Gamer, dieci dei più grandi giochi per BBC Micro sono Repton, Granny's Garden, Imogen, Cylon Attack, Mr. Ee! (clone di Mr. Do!), Exile, Citadel, Planetoid (clone di Defender), Lords of Time, Elite.